# Ford v Ferrari
Ford v Ferrari (bra: Ford vs. Ferrari; prt: Le Mans '66: O Duelo; uk: Le Mans '66) é um filme estadunidense de 2019, do gênero drama biográfico de ação e aventura, dirigido por James Mangold e escrito por Jez Butterworth, John-Henry Butterworth e Jason Keller.
Estrelado por Matt Damon e Christian Bale, o filme conta a história de uma equipe excêntrica e determinada de engenheiros e designers estadunidenses, liderada pelo visionário automotivo Carroll Shelby e seu motorista britânico Ken Miles, que são despachados por Henry Ford II e Lee Iacocca com a missão de construir o Ford GT40, um novo carro de corrida com potencial para finalmente derrotar a sempre dominante equipe da Ferrari na corrida das 24 Horas de Le Mans de 1966, na França.
A estreia mundial do filme aconteceu no Festival de Cinema de Telluride em 30 de agosto de 2019. No Brasil e em Portugal, o filme foi lançado em 14 de novembro de 2019. Nos Estados Unidos, o filme foi lançado nos cinemas em 15 de novembro de 2019, sendo distribuído pela Walt Disney Studios Motion Pictures. Mundialmente, o filme arrecadou, até ao momento, mais de 224 milhões de dólares, recebendo críticas positivas e uma rara nota máxima ("A+") do CinemaScore. O filme também foi escolhido pelo National Board of Review como um dos dez melhores filmes do ano e venceu, nos Prêmios Satellite, o prêmio de melhor filme de drama do ano, com Mangold e Bale também vencendo os prêmios de melhor diretor e melhor ator em filme de drama, respectivamente. O filme recebeu quatro indicações no Oscar 2020, incluindo a indicação de melhor filme do ano, vencendo duas estatuetas, a de melhor edição de som e a de melhor montagem.

## Sinopse
Em 1963, Enzo Ferrari foi abordado pela Ford Motor Company sobre uma possível compra. As conversas foram unilateralmente interrompidas pela Ferrari quando Enzo percebeu que o acordo incluía a compra do programa de corridas da Ferrari, um programa que venceu as 24 Horas de Le Mans em 1958 e em todos os anos de 1960 a 1965. Le Mans é a mais antiga corrida de resistência de carros esportivos do mundo, realizada anualmente desde 1923. Incomodado por ter sido rejeitado, Henry Ford II dirigiu sua divisão de corrida para construir um carro para vencer a Scuderia Ferrari.
O filme conta como o designer automotivo Carroll Shelby e o motorista de carro de corrida Ken Miles lideram uma equipe de engenheiros e designers estadunidenses da Ford a construir um carro de corrida capaz de vencer a lendária Ferrari. Por fim, eles produzem o Ford GT40 para um confronto nas 24 Horas de Le Mans de 1966.

## Elenco
- Matt Damon como Carroll Shelby, um designer e engenheiro automotivo estadunidense
- Christian Bale como Ken Miles, veterano britânico da Segunda Guerra Mundial e motorista profissional de carros de corrida
- Caitriona Balfe como Mollie Miles, esposa de Miles
- Jon Bernthal como Lee Iacocca, vice-presidente da Ford
- Tracy Letts como Henry Ford II, CEO da Ford
- Josh Lucas como Leo Beebe
- Noah Jupe como Peter Miles, filho de Miles
- Remo Girone como Enzo Ferrari, fundador da empresa italiana de corridas de automóveis Scuderia Ferrari e da empresa de carros de luxo Ferrari
- Ray McKinnon como Phil Remington
- JJ Feild como Roy Lunn, um engenheiro da Ford envolvido no programa GT40
- Gian Franco Tordi como Gianni Agnelli, presidente da montadora italiana FIAT
- Jack McMullen como Charlie Agapiou
- Benjamin Rigby como Bruce McLaren, um piloto profissional da Nova Zelândia e companheiro de equipe de Miles
- Joe Williamson como Donald N. Frey, engenheiro-chefe da Ford
- Alex Gurney como Dan Gurney, um piloto profissional e construtor de automóveis estadunidense
- Corrado Invernizzi como Franco Gozzi

### Dublagem brasileira
- Estúdio de dublagem: Delart[14]
- Direção de dublagem: Hercules Franco[14]

Elenco
- Marco Antônio Costa como Carrol Shelby[14]
- Ettore Zuim como Ken Miles[14]
- Hélio Ribeiro como Phil Remington[14]
- Victor Hugo como Peter Miles[14]
- Eduardo Borgerth como Henry Ford II[14]
- Philippe Maia como Lee Iacocca[14]
- Duda Ribeiro como Leo Deede[14]
- Angélica Borges como Mollie Miles[14]
- Charles Emmanuel como Charlie Agapiou[14]
- Alexandre Maguolo como Charlie Brockman[14]
- Milton Parisi como Tannoy[14]
- Felipe Drummond como Don Frey[14]
- Luiz Carlos Persy como Enzo Ferrari[14]
- Samir Murad como Franco Gozzi[14]

Vozes adicionais: Aline Ghezzi, Bruno Carnevale, Cafi Balloussier, Carlos Viegas, Daniel Ávila, Daniel Simões, Eduardo Dascar, Flavio Back, Gil Mesquita, Jennifer Gouveia, Lacarv, Luiz Feier, Marcio Aguena, André Rentini, Bruno Rocha, Carlos Comério, Christiano Torreão, Daniel Carrarini, Duda Espinoza, Élida L'Astorina, Gabriel Farias, Gutemberg Barros, Kadu Rocha, Leonardo Serrano, Manolo Rey, Marcio Dondi, Mauro Horta, Nando Sierpe, Renan Freitas, Renan Vidal, Ronalth Abreu, Taís Feijó, Thiago Fagundes, Wagner Follare, Yuri Tupper, Melise Maia, Pablo Argôllo, Renan Ribeiro, Rodrigo Oliveira, Sergio Stern, Thadeu Matos, Vinícius Barros, Yuri Calandrino.

## Produção
Um filme baseado na rivalidade entre Ford e Ferrari pelo domínio na corrida de resistência de Le Mans está em obras na 20th Century Fox. Inicialmente, o elenco contaria com Tom Cruise e Brad Pitt, a partir de um roteiro original de Jason Keller, mas o projeto se desfez depois que um roteiro foi redigido pelos roteiristas Jez Butterworth e John-Henry Butterworth, e Joseph Kosinski foi escolhido para ser diretor do filme. Em 5 de fevereiro de 2018, foi anunciado que James Mangold foi contratado para dirigir um filme sobre a rivalidade entre Ford e Ferrari antes da corrida de Le Mans de 1966, com base no roteiro anterior de Jason Keller, Jez Butterworth e John-Henry Butterworth.  Mais tarde, Caitriona Balfe, Jon Bernthal e Noah Jupe se juntaram ao elenco. Em julho de 2018, Jack McMullen foi escalado para interpretar um dos principais mecânicos britânicos de Miles, e Tracy Letts também se juntou ao elenco para interpretar Henry Ford II, junto com Joe Williamson. Em agosto de 2018, JJ Feild foi escalado para interpretar o engenheiro automotivo Roy Lunn, o chefe dos veículos Ford Advanced na Inglaterra e o braço direito de Henry Ford II. O compositor Marco Beltrami confirmou em uma entrevista que ele estaria participando do filme. Beltrami trabalhou anteriormente com o diretor Mangold em 3:10 to Yuma, The Wolverine e Logan.
As filmagens começaram em 30 de julho de 2018 e duraram 67 dias, ocorrendo na Califórnia, Nova Orleães, Luisiana, Atlanta, Savannah e Statesboro, Geórgia, além de Le Mans, na França.

## Trilha sonora
Em 13 de novembro de 2019, foi anunciada a lista de músicas da trilha sonora de Ford v Ferrari, com músicas variadas da época do filme.
| N.º | Título                            | Artista(s)                           | Duração |  |
| 1.  | "Polk Salad Annie"                | James Burton                         | 3:26    |  |
| 2.  | "Money (That's What I Want)"      | The Kingsmen                         | 2:19    |  |
| 3.  | "Have Love, Will Travel"          | The Sonics                           | 2:38    |  |
| 4.  | "I Put a Spell on You"            | Nina Simone                          | 2:36    |  |
| 5.  | "Pour Une Fille Comme Toi"        | Lucky Blondo                         | 2:34    |  |
| 6.  | "Love's Gonna Live Here"          | Buck Owens                           | 2:00    |  |
| 7.  | "Stranger in a Strange Land"      | The Byrds                            | 3:05    |  |
| 8.  | "Le Mans 66"                      | Marco Beltrami and Buck Sanders      | 5:41    |  |
| 9.  | "Team Player"                     | Marco Beltrami and Buck Sanders      | 3:17    |  |
| 10. | "Crescent Wrench"                 | Marco Beltrami and Buck Sanders      | 1:35    |  |
| 11. | "Ace of Spades"                   | Link Wray                            | 2:18    |  |
| 12. | "Dark Side"                       | The Shadows of Knight                | 2:02    |  |
| 13. | "Hipsville 29 B.C. (I Need Help)" | The Sparkles                         | 2:12    |  |
| 14. | "Flying Saucers Rock N Roll"      | Billy Riley and His Little Green Men | 2:04    |  |
| 15. | "Shooting Star"                   | Les Baxter                           | 1:57    |  |

## Lançamento
Ford v Ferrari teve sua estreia no Festival de Cinema de Telluride em 30 de agosto de 2019. O filme também foi exibido no Festival Internacional de Cinema de Toronto em 9 de setembro de 2019. No Brasil e em Portugal, o filme foi lançado em 14 de novembro de 2019. Nos Estados Unidos, o filme estava, inicialmente, programado para ser lançado nos cinemas em 28 de junho de 2019, entretanto o filme foi lançado em 15 de novembro de 2019, e foi distribuído pela Walt Disney Studios Motion Pictures em 2D, IMAX 2D e Dolby Cinema. O primeiro trailer do filme foi lançado em 2 de junho de 2019, durante o Jogo 2 das Finais da NBA de 2019.

## Recepção

### Bilheteria
Nos Estados Unidos e no Canadá (domesticamente), Ford v Ferrari foi lançado ao lado de The Good Liar e Charlie's Angels e, segundo as previsões, esperava-se arrecadar de 23 a 30 milhões de dólares em seu primeiro fim de semana. Entretanto, o filme superou as previsões, e arrecadou mais de 31 milhões de dólares em seu primeiro fim de semana, ficando no primeiro lugar das bilheterias. Até ao momento, o filme já arrecadou mais de 117.1 milhões de dólares domesticamente.
Internacionalmente, o filme arrecadou mais de 21.4 milhões de dólares em seu primeiro fim de semana, tendo arrecadado mais de 107.8 milhões de dólares no total. Mundialmente, o filme arrecadou mais de 224.9 milhões de dólares.

### Resposta da crítica
No site de agregação de críticas Rotten Tomatoes, o filme possui uma taxa de aprovação de 92% com base em 319 avaliações, com uma classificação média de 7,75/10. O consenso dos críticos do site diz: "Ford v Ferrari entrega toda a polida ação automotiva o que o público espera - e o equilibra com drama humano emocionante o suficiente para satisfazer não-entusiastas de corrida". O Metacritic atribuiu ao filme uma pontuação média ponderada de 81 em 100, com base em 47 críticos, indicando "críticas geralmente favoráveis". O público consultado pelo CinemaScore atribuiu ao filme uma rara nota "A+", tornado-se o 88° filme da história a conseguir tal feito.
Eric Kohn, da IndieWire, deu ao filme um "B", dizendo que "Ford v Ferrari é excelente em evocar a pura emoção da corrida - 'um corpo se movendo no espaço e no tempo' ', como diz um personagem - e é atraente o suficiente nesses momentos defender que nada supera a emoção da concorrência". Peter DeBruge, da Variety, elogiou as sequências de corridas e as performances de Bale e Damon, escrevendo: "Os melhores filmes esportivos não são tanto sobre o esporte quanto são as personalidades, e esses dois se destacam em suas performances".

## Prêmios
Ford v Ferrari recebeu quatro indicações no Oscar 2020, incluindo a indicação de melhor filme do ano,. O filme venceu duas estatuetas, a de melhor edição de som e a de melhor montagem.
| Prêmio                                        | Data da cerimônia      | Categoria                    | Recipiente(s) e nomeado(s)                                               | Resultado | Ref.                |
| --------------------------------------------- | ---------------------- | ---------------------------- | ------------------------------------------------------------------------ | --------- | ------------------- |
| AARP                                          | 11 de janeiro de 2020  | Melhor Filme                 | Ford v Ferrari                                                           | Indicado  | [ 45 ] [ 46 ]       |
| Art Directors Guild Awards                    | 1 de fevereiro de 2020 | Melhor Filme de Época        | Ford v Ferrari                                                           | Indicado  | [ 47 ]              |
| Camerimage                                    | 16 de novembro de 2019 | Golden Frog                  | Phedon Papamichael (cinematográfico), James Mangold (diretor)            | Indicado  | [ 48 ] [ 49 ]       |
| Cinema Audio Society Awards                   | 25 de janeiro de 2020  | Mixagem de Som               | Ford v Ferrari                                                           | Venceu    | [ 50 ]              |
| Critics' Choice Movie Awards                  | 12 de janeiro de 2020  | Melhor Filme                 | Ford v Ferrari                                                           | Indicado  | [ 51 ]              |
| Critics' Choice Movie Awards                  | 12 de janeiro de 2020  | Melhor Cinematografia        | Phedon Papamichael                                                       | Indicado  | [ 51 ]              |
| Critics' Choice Movie Awards                  | 12 de janeiro de 2020  | Melhor Edição                | Michael McCusker                                                         | Indicado  | [ 51 ]              |
| Critics' Choice Movie Awards                  | 12 de janeiro de 2020  | Melhores Efeitos Visuais     | Olivier Dumont, Mark Byers e Kathy Segal                                 | Indicado  | [ 51 ]              |
| Critics' Choice Movie Awards                  | 12 de janeiro de 2020  | Melhor Filme de Ação         | Ford v Ferrari                                                           | Indicado  | [ 51 ]              |
| Hollywood Critics Association Awards          | 9 de janeiro de 2020   | Melhor Edição                | Michael McCusker                                                         | Indicado  | [ 52 ] [ 53 ]       |
| Hollywood Film Awards                         | 3 de novembro de 2019  | Melhor Diretor               | James Mangold                                                            | Venceu    | [carece de fontes?] |
| Hollywood Film Awards                         | 3 de novembro de 2019  | Melhor Edição                | Michael McCusker e Andrew Buckland                                       | Venceu    | [carece de fontes?] |
| Hollywood Film Awards                         | 3 de novembro de 2019  | Melhor Edição de Som         | Donald Sylvester, Paul Massey, David Giammarco e Steven A. Morrow        | Venceu    | [carece de fontes?] |
| Hollywood Music in Media Awards               | 19 de novembro de 2019 | Melhor Canção Original       | Marco Beltrami e Buck Sanders (empatado com Hildur Guðnadóttir de Joker) | Venceu    | [ 54 ]              |
| National Board of Review                      | 8 de janeiro de 2020   | Dez Melhores Filmes do Ano   | Ford v Ferrari                                                           | Venceu    | [ 55 ]              |
| Oscar 2020                                    | 9 de fevereiro de 2020 | Melhor Filme                 | Ford v Ferrari                                                           | Indicado  | [ 11 ] [ 12 ]       |
| Oscar 2020                                    | 9 de fevereiro de 2020 | Melhor Edição de Som         | Donald Sylvester                                                         | Venceu    | [ 11 ] [ 12 ]       |
| Oscar 2020                                    | 9 de fevereiro de 2020 | Melhor Mixagem de Som        | Paul Massey, David Giammarco e Steve A. Morrow                           | Indicado  | [ 11 ] [ 12 ]       |
| Oscar 2020                                    | 9 de fevereiro de 2020 | Melhor Montagem              | Andrew Buckland e Michael McCusker                                       | Venceu    | [ 11 ] [ 12 ]       |
| Prémios Globo de Ouro                         | 5 de janeiro de 2020   | Melhor Ator — Filme de Drama | Christian Bale                                                           | Indicado  | [ 56 ]              |
| Prêmios Satellite                             | 19 de dezembro de 2019 | Melhor Filme — Drama         | Ford v Ferrari                                                           | Venceu    | [ 10 ]              |
| Prêmios Satellite                             | 19 de dezembro de 2019 | Melhor Diretor               | James Mangold                                                            | Venceu    | [ 10 ]              |
| Prêmios Satellite                             | 19 de dezembro de 2019 | Melhor Ator — Filme de Drama | Christian Bale                                                           | Venceu    | [ 10 ]              |
| Prêmios Satellite                             | 19 de dezembro de 2019 | Melhor Roteiro Original      | Jez Butterworth, John-Henry Butterworth e Jason Keller                   | Indicado  | [ 10 ]              |
| Prêmios Satellite                             | 19 de dezembro de 2019 | Melhor Trilha Sonora         | Marco Beltrami e Buck Sanders                                            | Indicado  | [ 10 ]              |
| Prêmios Satellite                             | 19 de dezembro de 2019 | Melhor Cinematografia        | Phedon Papamichael                                                       | Indicado  | [ 10 ]              |
| Prêmios Satellite                             | 19 de dezembro de 2019 | Melhores Efeitos Visuais     | Olivier Dumont, Mark Byers e Kathy Segal                                 | Indicado  | [ 10 ]              |
| Prêmios Satellite                             | 19 de dezembro de 2019 | Melhor Edição                | Michael McCusker e Andrew Buckland                                       | Venceu    | [ 10 ]              |
| Prêmios Satellite                             | 19 de dezembro de 2019 | Melhor Edição de Som         | Donald Sylvester, Paul Massey, David Giammarco e Steven A. Morrow        | Venceu    | [ 10 ]              |
| Prêmios Satellite                             | 19 de dezembro de 2019 | Melhor Direção de Arte       | François Audouy e Peter Lando                                            | Indicado  | [ 10 ]              |
| Prêmios Screen Actors Guild                   | 19 de janeiro de 2020  | Melhor Ator                  | Christian Bale                                                           | Indicado  | [ 57 ]              |
| Prêmios Screen Actors Guild                   | 19 de janeiro de 2020  | Melhor Elenco de Dublês      | Ford v Ferrari                                                           | Indicado  | [ 57 ]              |
| San Diego Film Critics Society                | 9 de dezembro de 2019  | Melhor Ator                  | Christian Bale                                                           | Indicado  | [ 58 ]              |
| San Diego Film Critics Society                | 9 de dezembro de 2019  | Melhor Edição                | Andrew Buckland e Michael McCusker                                       | Venceu    | [ 58 ]              |
| San Diego Film Critics Society                | 9 de dezembro de 2019  | Melhor Cinematografia        | Phedon Papamichael                                                       | Indicado  | [ 58 ]              |
| Seattle Film Critics Society                  | 16 de dezembro de 2019 | Melhor Filme do Ano          | Ford v Ferrari                                                           | Indicado  | [ 59 ]              |
| Seattle Film Critics Society                  | 16 de dezembro de 2019 | Melhor ação de coreografia   | Ford v Ferrari                                                           | Indicado  | [ 59 ]              |
| Washington D.C. Area Film Critics Association | 8 de dezembro de 2019  | Melhor edição                | Andrew Buckland e Michael McCusker                                       | Venceu    | [ 60 ]              |